# Calotes medogensis
Calotes medogensis е вид влечуго от семейство Агамови (Agamidae).

## Разпространение
Видът е разпространен в Китай (Тибет).